# Bisdom Zamora (Mexico)
Het bisdom Zamora (Latijn: Dioecesis Zamorensis in Mexico) is een rooms-katholiek bisdom met als zetel Zamora, in Mexico. Het bisdom is suffragaan aan het aartsbisdom Morelia. 

## Geschiedenis
Het bisdom werd opgericht op 26 januari 1863, uit delen van het bisdom Michoacán.

## Parochies
Het bisdom had in 2020 een oppervlakte van 12.000 km2 en telde 1.546.000 inwoners waarvan 90,0% rooms-katholiek was.

## Bisschoppen
- José Antonio de la Peña y Navarro (19 maart 1863 - 13 juli 1877)
- José María Cázares y Martínez (15 juli 1878 - 29 april 1908)
- José de Jesús Fernández y Barragán (24 oktober 1908 - 1909; coadjutor sinds 15 april 1899)
- José Othón Núñez y Zárate (29 april 1909 - 17 maart 1922)
- Manuel Fulcheri y Pietrasanta (21 april 1922 - 30 juni 1946)
  - Salvador Martinez Silva (hulpbisschop: 10 augustus 1940 - 1951)
- José Gabriel Anaya y Diez de Bonilla (10 maart 1947 - 15 september 1967)
- José Salazar López (15 september 1967 - 21 februari 1970; coadjutor sinds 22 mei 1961)
- Adolfo Hernández Hurtado (6 september 1970 - 12 december 1974)
- José Esaúl Robles Jiménez (12 december 1974 - 17 oktober 1993)
- Carlos Suárez Cázares (18 augustus 1994 - 13 december 2006)
- Javier Navarro Rodríguez (3 mei 2007 - heden)
  - Jaime Calderón Calderón (hulpbisschop: 5 juli 2012 - 7 juli 2018)
  - Francisco Figueroa Cervantes (hulpbisschop: 29 mei 2021 - heden)

## Galerij van afbeeldingen

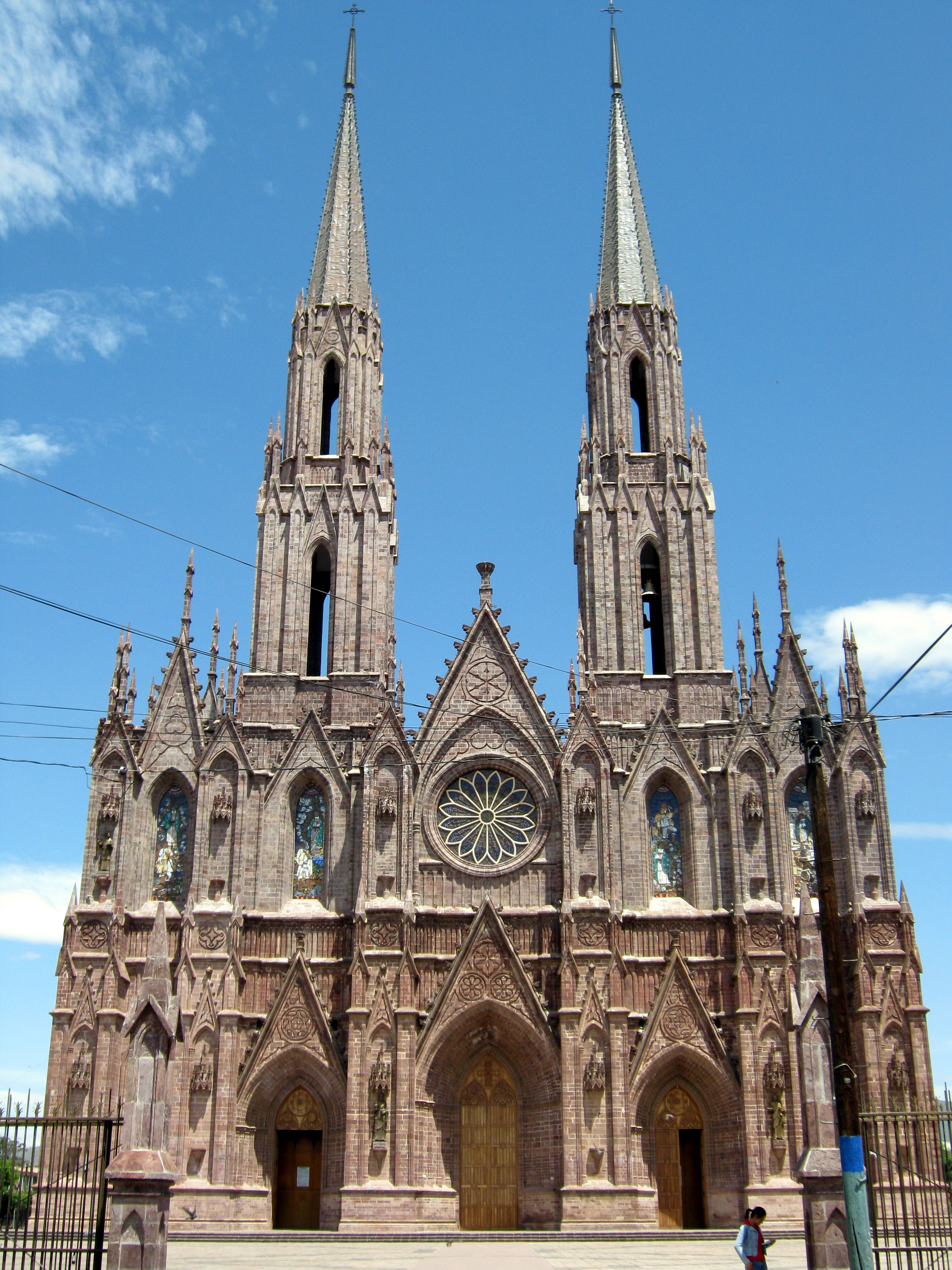
Cokathedraal van Zamora in 2010

Morelia (aartsbisdom) · Apatzingán · Ciudad Lázaro Cárdenas · Tacámbaro · Zamora